# Мухарьямова, Анастасия Хасяновна
Анастасия Хасяновна Мухарьямова (род. 16 июля 1984, Москва) — российская регбистка, бывший капитан женской сборной России, лучшая регбистка России 2007 года, чемпионка Европы 2013 и 2014 годов. Мастер спорта России международного класса, Заслуженный мастер спорта России.

## Биография
Занималась лёгкой атлетикой и мини-футболом. В регби пришла в 17 лет. В регби-7 играла на позиции «веер», трехчетвертной, а в регби-15 занимает позицию «замка». В 2005 году окончила Российский государственный университет туризма и сервиса. Выступала за «РГУТИС-Подмосковье» (регби-15). В 2011 году снялась для эротического календаря журнала «Про Регби».
Бронзовый призёр чемпионата Европы 2008 года. Была в заявке на чемпионат Европы 2009 года (7-е место).
Дважды выигрывала чемпионат Европы в 2013 и 2014 годах. Выступала на чемпионатах мира по регби-7 2009 и 2013 годов.
В январе 2015 года выступила на этапе Мировой серии в Бразилии. В мае того же года объявила о завершении игровой карьеры.
В 2019 году занимала пост администратора тренировочного процесса женской сборной России по регби-7.
Член Зала славы российского регби с 22 декабря 2023 года.